# میریا لالاگوئنا
میریا لالاگوئنا (به انگلیسی: Mireia Lalaguna) (زاده ۲۸ نوامبر ۱۹۹۲) مدل و ملکه زیبایی اهل اسپانیا است.
او به نمایندگی از اسپانیا در مسابقات دوشیزه دنیا در سال ۲۰۱۵ شرکت کرد و برنده شد.